# Mansión de Īvande
La Mansión de Īvande (en letón: Īvandes muižas pils), también llamada Mansión de Lielīvande (en alemán: Schloß Groß-Iwanden), es una casa señorial en la parroquia de Īvande en el municipio de Kuldīga en la región histórica de Curlandia, en el occidente de Letonia.

## Historia
La mansión de Groß-Iwanden fue creada mediante la fusión de varias fincas pequeñas. A mediados del siglo XVI la finca era propiedad de la familia de Rudolf Steinrat. La propiedad permaneció en la familia 
Steinrat durante tres generaciones y fue engrandecida por ellos. En 1643 fue vendida al Hofmarschall Christof von Sacken. En 1646 la propiedad fue vendida de nuevo, esta vez a Dettlof von Tiesenhausen. La finca fue heredada en 1690 por Ernst Gotthard von Manteuffel-Szoege. Sin herederos, la propiedad fue vendida en 1750 a Friedrich Johann von Schlippenbach. En 1821 la propiedad fue vendida a Peter von Medem. En 1853 la finca fue revendida al Barón Eduard von Heyking. La propiedad por consiguiente permaneció en posesión de la familia Heyking hasta su expropiación en 1920.
El actual edificio fue construido como edificio neoclásico en torno a 1860 según los diseños del arquitecto Theodor Zeiler. En el lado del parque, hay un gigantesco pórtico soportado por dos imponentes columnas jónicas. El edificio principal fue destruido por un incendio en 1905, pero fue reconstruido en 1912-1913. La mansión y su extenso parque se encuentran ahora en muy buenas condiciones y en uso como albergue juvenil.